# Teatro Nacional de Múnich
El Teatro Nacional de Múnich, o Nationaltheater München, es un teatro de ópera alemán y sede de la Bayerische Staatsoper u Ópera Estatal de Baviera situado en la plaza Max-Joseph, bordeando la Maximilian Strasse, en Múnich. Con 2101 butacas, es el teatro de ópera más grande de Alemania.
La Ópera Estatal Bávara también ofrece representaciones en el Prinzregenten Theater (un teatro construido a principios del siglo XX y que no es muy diferente del teatro del Festival de Bayreuth construido conforme a las indicaciones de Richard Wagner) y el Teatro de Cuvilliés (construido en los años 1750 y descrito por Beauvert como «una gema rococó»).

## Historia
Después de que el primer teatro, encargado por el rey Maximiliano I de Baviera y diseñado por Karl von Fischer, que se inauguró en 1818 con Die Weihe, de Ferdinand Fränzl, fuese destruido por el fuego en 1823, se reconstruyó y reinauguró en 1825. Este segundo teatro, diseñado por Leo von Klenze, incorporó rasgos neogriegos, como puede verse en su pórtico.
Durante estos años, vio el estreno de numerosas óperas, incluyendo muchas de compositores alemanes. Entre ellas: Tristán e Isolde (1865); Los maestros cantores de Núremberg (1868); El oro del Rin (1869); y La valquiria (1870) después de la cual Wagner prefirió construir un teatro en Bayreuth y seguir las representaciones allí.
Durante la última parte del siglo XIX, fue Richard Strauss quien marcó el teatro de la ciudad en la que nació en 1864. Después de aceptar el cargo de director durante un breve período, Strauss regresó al teatro como director principal desde 1894 hasta 1898. En el periodo prebélico, su Friedenstag (1938) y Capriccio (1942) se estrenaron en Múnich. Aunque fue un tanto modificado en 1930 para tener un escenario más amplio con equipamiento moderno, el segundo teatro sobrevivió hasta la Segunda Guerra Mundial, siendo destruido por un bombardeo en octubre de 1943. El propio Strauss se inspiró para su obra Metamorphosen al verlo en ruinas después de este bombardeo.

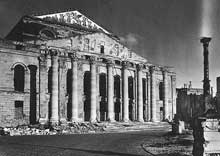
El Teatro Nacional en ruinas (1944)

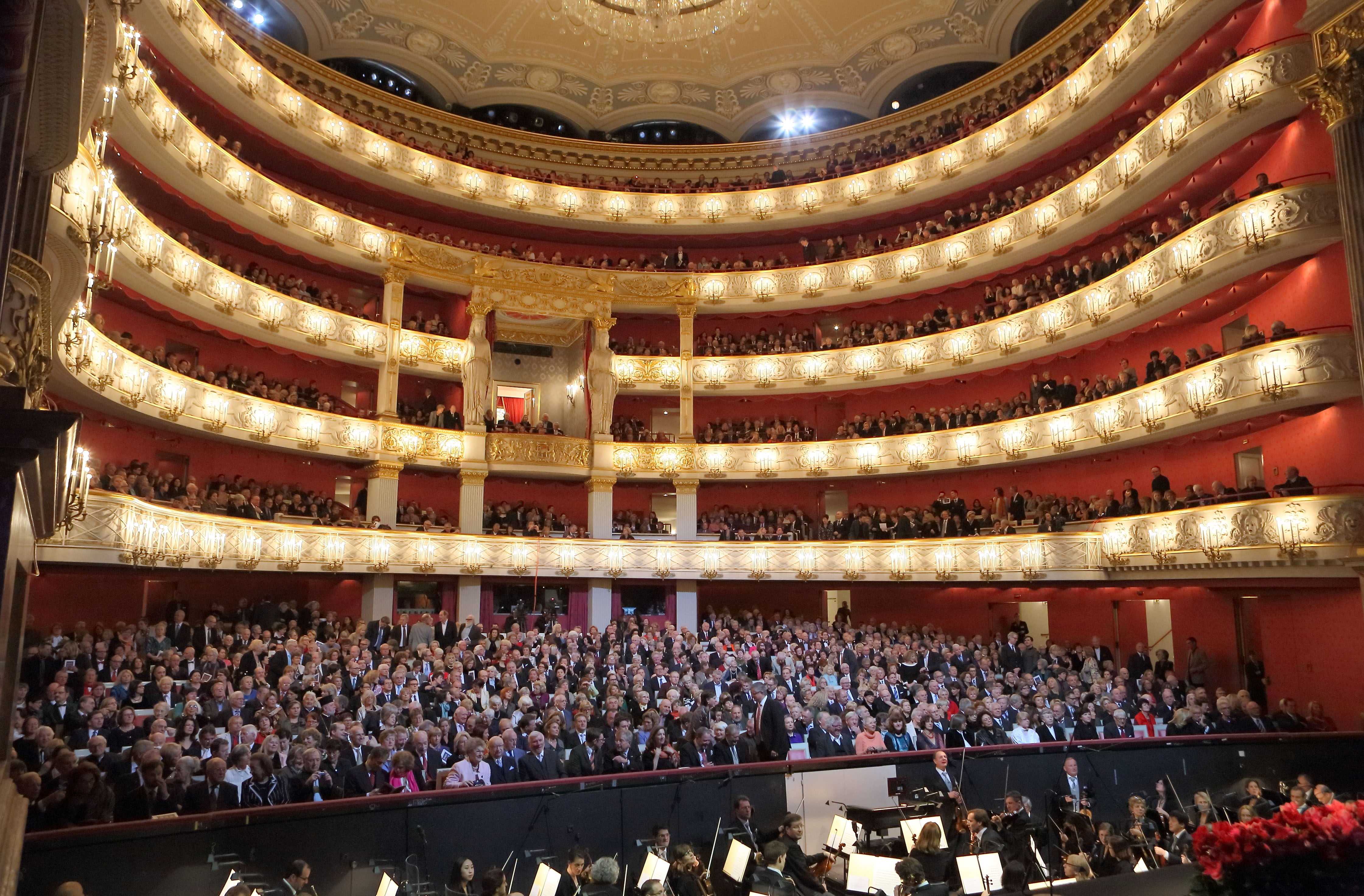
Vista actual del interior

Basándose en los planos originales de Karl von Fischer, el arquitecto Gerhard Moritz Graubner recreó el teatro neoclásico original. El vestíbulo y la escalera principal conservan su aspecto original, y el auditorio fue ampliado hasta los 2100 asientos. El lujoso Palco Real preside la sala, cuya decoración, principalmente realizada en madera, refleja el estilo original y proporciona una excelente calidad acústica. El escenario se amplió hasta los 2500 m², incluyendo tres espacios laterales y posteriores de las mismas dimensiones de la zona escénica principal, lo que lo convierten, junto con la Ópera de la Bastilla de París y el Gran Teatro de Varsovia, en uno de los mayores del mundo.
Fue reinaugurado el 21 de noviembre de 1963 con una representación de gala de La mujer sin sombra, de Richard Strauss, a la que siguió el día 23 la primera representación abierta al público, esta vez de Los maestros cantores de Núremberg, dirigidas ambas por el Generalmusikdirektor Joseph Keilberth. Desde entonces, el teatro ha visto significativas producciones y numerosos estrenos mundiales.